# Karl Hoff
Pour les articles homonymes, voir Hoff.
Karl Heinrich Hoff (né le 8 septembre 1838 à Mannheim, mort le 13 mai 1890 à Karlsruhe) est un peintre badois.

## Biographie
Karl Hoff est le fils d'un pâtissier. De 1855 à 1858, il étudie à l'académie des beaux-arts de Karlsruhe auprès de Johann Wilhelm Schirmer et Ludwig des Coudres. À l'été 1858, Hoff répond à l'appel de l'école de peinture de Düsseldorf et s'installe à Düsseldorf pour poursuivre ses études sous la direction de Benjamin Vautier.

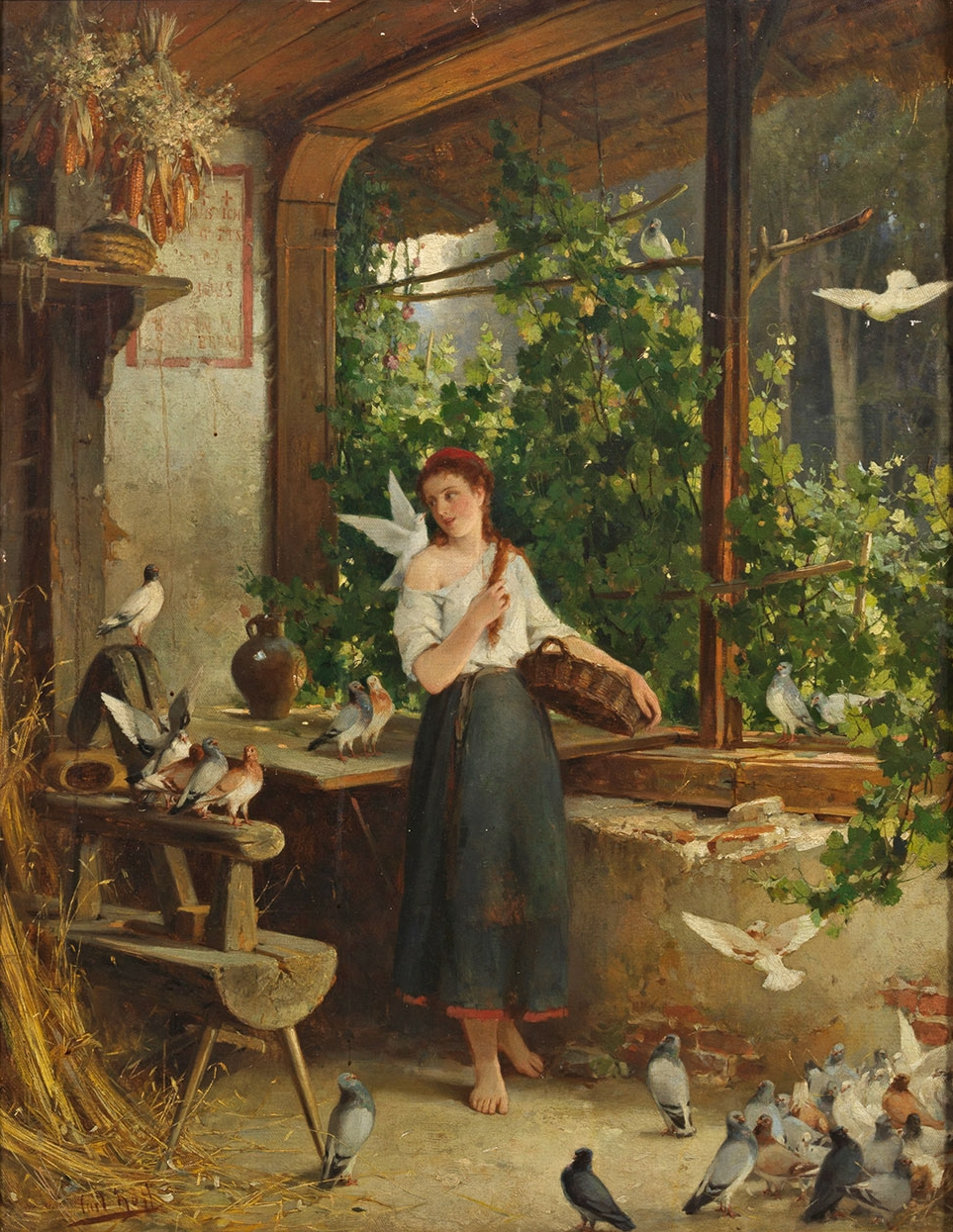
Cendrillon

En 1862, il passa six mois à Paris. Une série de voyages d'études en Allemagne, en France, en Italie, en Grèce, en Dalmatie et au Monténégro suit et élargit ses horizons et, après avoir créé son atelier à Düsseldorf en 1862, l'aide à se faire un nom avec un certain nombre de peintures de genre sérieuses et gaies. Il aime peindre des compositions avec des personnages costumés, caractérisés par une invention heureuse, une coloration agréable, des caractéristiques fines et un traitement élégant.
Karl Hoff, membre très actif de l'association d'artistes Malkasten, est président de l'Association générale des amis du carnaval de Düsseldorf de 1870 à 1872. Hoff est également poète. Hoff s'implique dans l'initiative privée du jardin zoologique de Düsseldorf, pour lequel en 1874 l'association de protection animale Fauna fonde une société anonyme. Il se distingue quand, en 1886, il ordonne le grand spectacle historique pour la célébration du 500e anniversaire de l'université de Heidelberg.
Au cours de l'été 1878, Hoff est nommé professeur à l'académie de Karlsruhe, en tant que successeur de Wilhelm Riefstahl (de), parti à Munich. Il achète une maison au Oststrasse 34, qu'il vend plus tard au peintre Heinrich Johann Sinkel.
Il meurt le 13 mai 1890 à l'âge de 51 ans, après seulement une brève tuberculose.
Il se marie à Marie Sohn (1841-1893), fille du peintre Karl Ferdinand Sohn. Ils ont plusieurs enfants. Son fils aîné est le portraitiste et peintre de genre du même nom, Carl Hoff (de). Le fils Ernst Hoff (de) est un cadre de l'industrie. Sa sœur aînée Ernestine Hoff (1832–1880), mariée à Dietzsch, est écrivain sous le nom de Diethoff.